# Twierdzenie Poincarégo-Hopfa

Zgodnie z twierdzeniem Poincarégo-Hopfa zamknięta orbita może otaczać jedno ognisko, lub dwa ogniska i jedno siodło, nigdy jednak wyłącznie jedno siodło

Twierdzenie Poincarégo-Hopfa (czasem twierdzenie o indeksie Poincarégo) – twierdzenie, które jest używane w topologii różniczkowej.
Twierdzenie Poincarégo-Hopfa czasami jest ilustrowane twierdzeniem o czesaniu kuli, które mówi, że nie ma gładkiego pola wektorowego na sferze, nie mającego węzłów lub ognisk.

## Definicja formalna
Niech {\displaystyle M} będzie rozmaitością różniczkowalną, wymiaru {\displaystyle n,} oraz {\displaystyle v} polem wektorowym na {\displaystyle M.} Niech {\displaystyle x} będzie izolowanym zerem {\displaystyle v,} i {\displaystyle D} niech będzie otoczeniem {\displaystyle x} diffeomorficznym z {\displaystyle S^{n}} dostatecznie małym żeby nie zawierać innych zer {\displaystyle v.} Wtedy indeks {\displaystyle v} w punkcie {\displaystyle x,} jest stopniem Brouwera odwzorowania {\displaystyle u:\partial D\to S^{n-1}} z brzegu {\displaystyle D} w (n-1)-sferę dane przez {\displaystyle u(z)=v(z)/|v(z)|.}
Twierdzenie. Niech {\displaystyle M} będzie zwartą rozmaitością różniczkowalną. Niech {\displaystyle v} będzie polem wektorowym na {\displaystyle M} z izolowanymi zerami. Jeśli {\displaystyle M} ma brzeg, to {\displaystyle v} jest dodatnio proporcjonalne do wektora normalnego do {\displaystyle \partial M.} Wtedy zachodzi równość:
{\displaystyle \sum _{i}\operatorname {index} _{x_{i}}(v)=\chi (M),}
gdzie suma przebiega po wszystkich izolowanych zerach {\displaystyle v,} a {\displaystyle \chi (M)} jest charakterystyką Eulera {\displaystyle M.} Wyjątkowo użyteczny przypadek zachodzi gdy {\displaystyle v} jest nigdzie znikające, zmuszając {\displaystyle \chi (M)=0.}
Twierdzenie zostało udowodnione dla wymiaru 2 przez Henriego Poincarégo, a później uogólnione na wyższe wymiary przez Heinza Hopfa.

## Zastosowanie dla dwuwymiarowych pól
Dla dwuwymiarowych autonomicznych układów dynamicznych to twierdzenie mówi, że zera pola wektorowego zadającego układ wewnątrz cyklicznej orbity (której wnętrze {\displaystyle M} jest diffeomorficzne z {\displaystyle D^{2},} a zatem ma {\displaystyle \chi (M)=1}) muszą mieć indeksy sumujące się do jedności. Indeksy hiperbolicznych punktów stabilnych da się w pełni scharakteryzować:
| Centra:  | {\displaystyle \operatorname {index} =+1} |
| Ogniska: | {\displaystyle \operatorname {index} =+1} |
| Węzły:   | {\displaystyle \operatorname {index} =+1} |
| Siodła:  | {\displaystyle \operatorname {index} =-1} |

Pozwala to na wykluczanie istnienia niektórych orbit poprzez analizę zachowania wyłącznie w okolicy punktów stabilnych.